# Стильська волость
Стильська волость — історична адміністративно-територіальна одиниця Маріупольського повіту Катеринославської губернії із центром у селі Стила.
Утворена на початку 1910-тих років виокремленням із Гнатівської волості.